# Клуб любителей фантастики
Клуб любителей фантастики (КЛФ) — неформальное (как правило) объединение любителей фантастики (фэнов), входящее составной частью в соответствующее национальное сообщество любителей фантастики (фэндом).

## История
Клубы любителей фантастики возникли в США в конце 1920-х — начале 1930-х годов. Первый такой клуб был создан в Окленде (Калифорния) в 1927 году, а в 1937 году в США был проведен и первый конвент (съезд) любителей фантастики, когда любители научной фантастики Нью-Йорка посетили своих единомышленников в Филадельфии. Затем движение любителей фантастики распространилось и на Великобританию. Именно в США и Великобритании возник англоязычный термин «фэн-клубы».

Клубы любителей фантастики в различных формах начали образовываться в СССР в середине 1960-х годов. К 1983 году их бурный рост вызвал беспокойство властей, которых раздражала неподконтрольная им информационная активность клубов, из-за чего в середине 1980-х против КЛФ был проведён ряд запретительных, а иногда даже репрессивных акций. Об этом, в частности, свидетельствует письмо от 10 августа 1984 года начальника Управления КГБ СССР по Пермской области Н.И.Щербинина, в Пермский обком КПСС «О некоторых негативных процессах в среде любителей научной фантастики»: 
Идейно незрелые, тенденциозно отображающие советскую действительность произведения М. Шаламова, В. Запольских, В. Пирожникова также выносились на обсуждения членов КЛФ. Таким образом создаются условия идеологически вредного влияния на молодежь. Этому же служит «самиздатовская» деятельность КЛФ «Рифей». Испытывая острый дефицит в поставках научно-фантастической литературы, любители фантастики по различным каналам добывают и размножают произведения зарубежных авторов, которые не издавались в СССР. Такая продукция носит, как правило, порнографический или идеологически вредный характер, становится предметом спекуляции, обмена среди членов КЛФ и между клубами. В большом объеме размножаются НФ произведения, приписываемые советским фантастам. Вокруг них создается ореол «запрещенных», «гонимых», якобы содержащих опасную правду о советской действительности. В частности, такой славой пользуются приписываемые Стругацким повести «Гадкие лебеди»b, «Сказка о тройке»c, «Интервью Стругацких», содержащие в себе идеологически вредный заряд. Изложенные обстоятельства не являются секретом для правления «Рифея», однако должной оценки им не дается. Более того, предпринимаются попытки создать видимость благополучной обстановки. В 1983 году среди пермских любителей фантастики распространяется самиздатовский сборник «Притяжение-81», выпущенный КЛФ Ростова-на-Дону, являющийся, по мнению самих членов правления, ущербным. 
Как вспоминает об этом периоде обозреватель газеты «Омская правда» Андрей Коломиец:
В 1983 году при областной юношеской библиотеке был создан КЛФ «Алькор». Его появлению способствовала директор библиотеки Лидия Васильевна Щербакова. Первым председателем клуба стал начинающий омский писатель Дмитрий Войцик. Вначале в составе «Алькора» собрались заметные личности: Екатерина Маркова (ныне заведующая читальным залом библиотеки), Евгений Новицкий, Борис Нартов, Сергей Павлов-младший. Но в 1984-м вышло постановление ЦК КПСС, посвящённое неформальным объединениям молодёжи, в рамках этого документа по всей стране были фактически уничтожены большинство КЛФ и КСП. Войцик умер в больнице от инфаркта, приступ случился прямо на крыльце библиотеки после визита в омское управление КГБ. Ему было всего 30 лет.
После прихода к власти М. C. Горбачёва и начала политики «Перестройки» власти перестают оказывать давление на клубы, и на конец 1980-х годов приходится расцвет активности КЛФ, после чего движение приходит в упадок и частично эволюционирует в сторону бурно развивавшегося движения ролевых игр. С распространением доступного Интернета значительная часть фэнов переносит свою активность в сеть, где образуются многочисленные виртуальные сообщества по интересам, в том числе и тематически связанные с фантастикой.

### Московский клуб любителей фантастики
Московский Клуб любителей фантастики впервые был организован в середине 1970-х годов при Московском отделении Всесоюзного общества книголюбов (во 2-м Кадашевском переулке). Основными задачами было обсуждение новостей  научной фантастики и фэнтэзи, встречи с писателями-фантастами, а также установление связей с аналогичными клубами как внутри СССР, так и с зарубежными странами (начало было положено сотрудничеством с обществом  любителей фантастики Народной республики Болгария). Руководство МКЛФ осуществлялось правлением Клуба. МКЛФ имел свою эмблему. В настоящее время МКЛФ регулярно собирается каждую третью субботу месяца по сей день в малом зале Центрального дома литераторов.